# Cese (Avezzano)
Cese (Le Cese in dialetto marsicano), conosciuta anche come Cese dei Marsi, è una frazione di 588 abitanti del comune di Avezzano (AQ), in Abruzzo.

## Geografia fisica

### Territorio

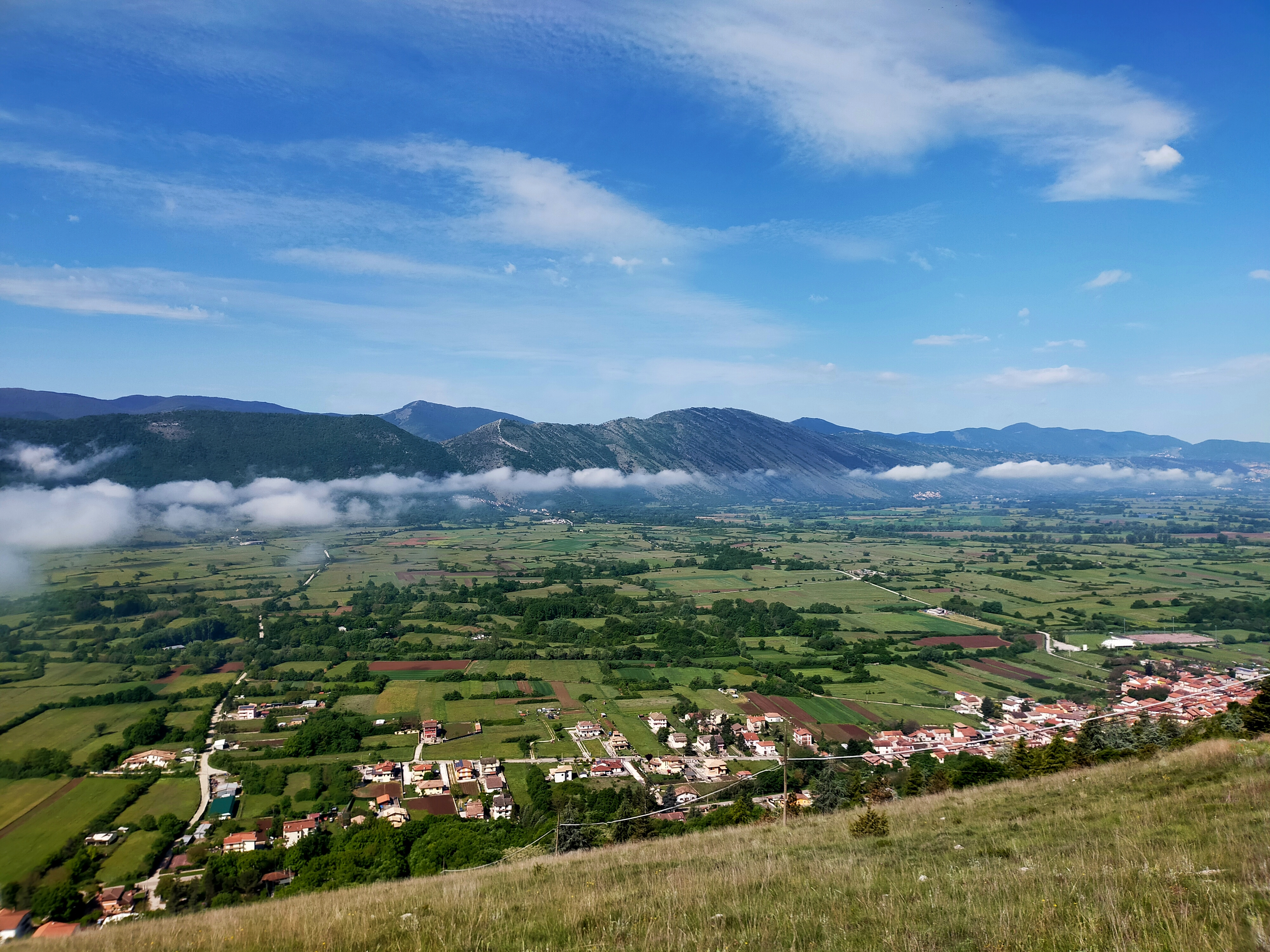
Veduta dal monte Salviano dei piani Palentini e di Cese

Situato sul bordo orientale dei piani Palentini il paese sorge a 710 m s.l.m. alle pendici del monte Cimarani (1108 m s.l.m.). Il gruppo montuoso del Salviano lo separa dalla piana del Fucino e dal capoluogo comunale di cui costituisce la frazione più occidentale.
A nord il suo territorio è dominato dalla cima del monte San Felice (1030 m s.l.m.).
Il torrente Ràfia (o La Ràffia) percorre la parte bassa del paese fino a confluire a nord, tra i comuni di Magliano de' Marsi e Scurcola Marsicana, nell'Imele dando origine al fiume Salto.
Cese confina a nord con Cappelle dei Marsi, a sud con Capistrello, a ovest con Corcumello e ad est con Avezzano; dista circa 3 chilometri dal capoluogo comunale.

## Origini del nome
Il nome del paese deriverebbe dal termine di origine latina caedere ("tagliare") che avrebbe identificato il luogo dove avvenne l'abbattimento degli alberi ("sterpamento Cesano"), necessario ad ottenere la legna utilizzata al fine di prosciugare il lago Fucino attraverso la realizzazione dei cunicoli di Claudio. L'opera compiuta dall'imperatore Claudio tra il 41 e il 52 d.C. consentì il primo prosciugamento del lago fucense e la successiva bonifica dell'area marsicana. In antichità il territorio palentino ricco di alberi da frutto e di animali selvatici rappresentò uno dei luoghi frequentanti come residenza di caccia dalle famiglie nobili romane.
Riguardo all'etimologia sono state avanzate altre supposizioni come quella che lega il toponimo all'espressione latina Gualdum suum nomine Cesenum; oppure alle uccisioni avvenute in questi luoghi nel corso della guerra sociale o della battaglia di Tagliacozzo.

## Storia

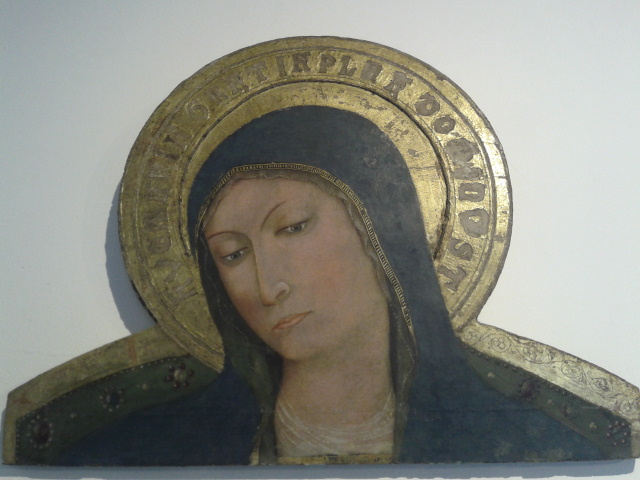
Madonna di Cese (Andrea De Litio)

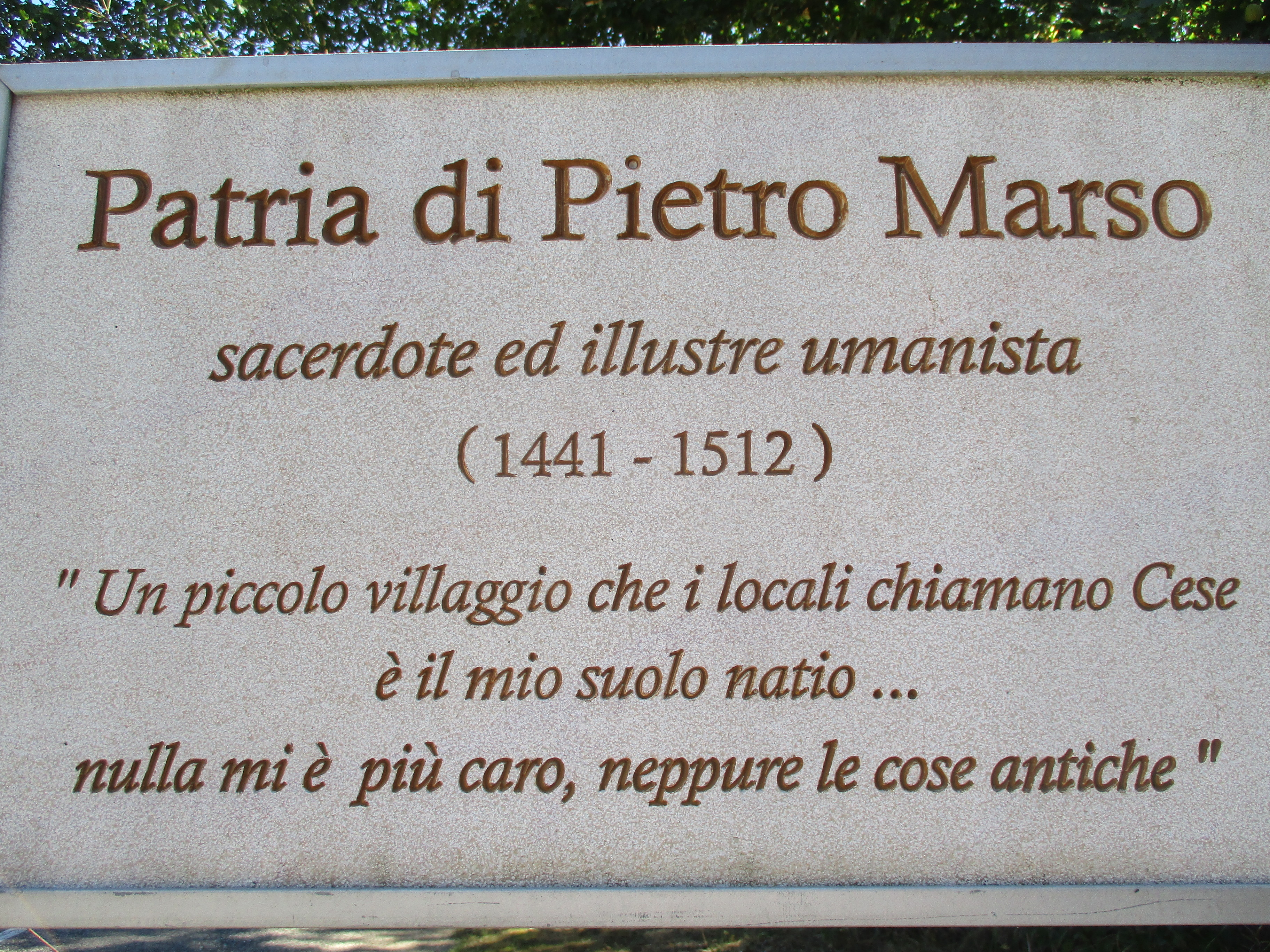
Targa in memoria di Pietro Marso

Il primo documento storico sul territorio di Cese è riferito alla Chronica sacri monasterii casinensis di Leone Marsicano, in cui è riportato che nell'anno 774 il re dei Longobardi Ildebrando concesse ai benedettini le terre comprese tra Paterno e il "Gualdo Cesano".
Il nucleo abitato si sviluppò plausibilmente attorno all'anno mille, con le prime edificazioni di pastori e contadini sorte intorno al monastero benedettino, a sua volta probabilmente edificato sui resti di un antico tempio pagano o di una villa romana, localizzata nei pressi della chiesa nuova di Santa Maria.
Alcuni documenti ecclesiastici, come le pergamene, hanno fatto presupporre che la chiesa di Cese fosse stata elevata a sede vescovile pro tempore o a residenza vescovile temporanea, in particolare tra i primi anni del mille e il 1057 anno in cui Papa Stefano IX elevò con bolla papale la chiesa di Santa Sabina in Marsia a cattedrale della diocesi dei Marsi.
In seguito alla battaglia di Tagliacozzo del 1268, Cese subì la ritorsione di Carlo I d'Angiò con il saccheggio da parte del suo esercito; rimase dunque fortemente danneggiata e la sua popolazione fu ridotta a poche famiglie superstiti. Il borgo venne gradualmente ricostruito attorno alla vecchia chiesa benedettina di Santa Maria.
Nel XVI secolo, in seguito al concilio di Trento, nella Marsica venne istituito il seminario diocesano. A Cese la parrocchia divenne tra le più dotate e importanti del territorio tanto che il borgo conobbe il suo massimo splendore, ciò grazie anche alla positiva eco del proprio figlio illustre, Pietro Marso, e alla presenza dei vescovi Maccafani di Pereto.
Risale al XV secolo anche la tavola di Andrea De Litio, capolavoro pittorico datato tra il 1439 e il 1442 raffigurante la Madonna in trono, noto come Madonna di Cese.
Nel Seicento e nel Settecento il borgo palentino divenne luogo di soggiorno estivo per i signori Colonna, principi romani che furono devoti e benefattori di santa Maria delle Grazie, come si evince dagli stemmi, dalle armi gentilizie sull'antico organo e dal quadro donato all'altare della Madonna del Rosario in cui Marcantonio Colonna fece rappresentare la vittoria di Lepanto.
A partire dai primi decenni del XVIII secolo, Cese venne abbandonata come sede vescovile e il clero locale rimase formato solo dai sacerdoti delle maggiori famiglie del paese.
Nel 1800 i cesensi iniziano a comprare i primi appezzamenti di terreno e a diventare i primi possidenti.
Nel 1811 in seguito all'eversione feudale Cese venne inclusa nel comune di Avezzano. Così come avvenne in epoca romana anche durante la prima metà dell'Ottocento si procedette, a cominciare dalla località Selva della Madonna, al taglio di grossi alberi per ottenere il materiale legnoso necessario per i lavori del secondo e totale prosciugamento del lago Fucino realizzato da Alessandro Torlonia.
Il terremoto della Marsica del 1915 causò numerose vittime e gravi danni al patrimonio architettonico del borgo. A Cese perirono oltre 700 persone pari al 91% della popolazione residente. Oltre trecento persone morirono sotto le macerie della chiesa parrocchiale dove si stava celebrando la messa mattutina. Ai primi soccorritori si unirono il patriota Nazario Sauro e i suoi compagni irredentisti.
Durante la seconda guerra mondiale le grotte palentine utilizzate dai pastori vennero utilizzate come nascondiglio dai partigiani e dai prigionieri alleati fuggiti dal campo di concentramento di Avezzano e da quelli abruzzesi.

## Monumenti e luoghi d'interesse

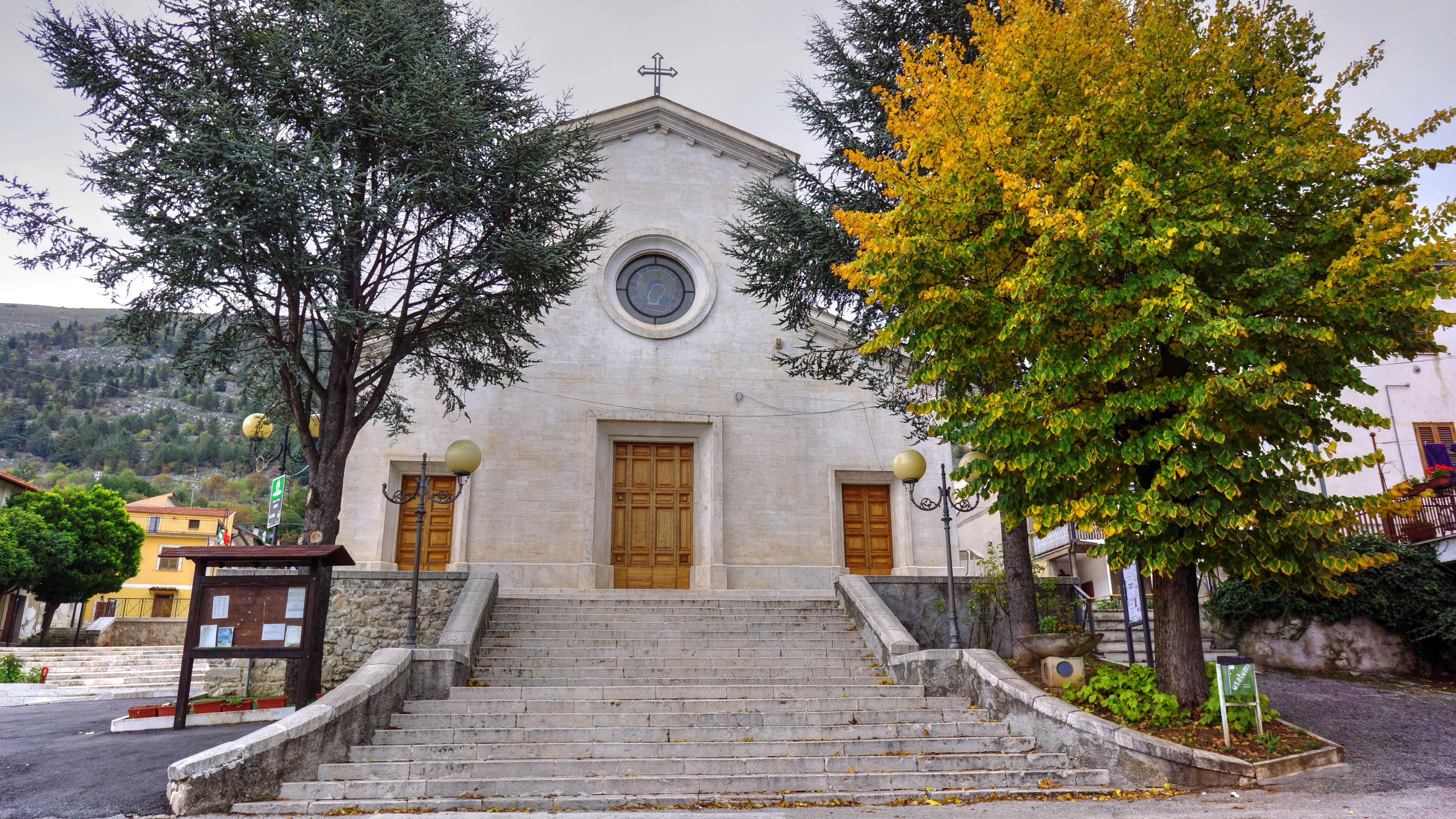
Chiesa di Santa Maria

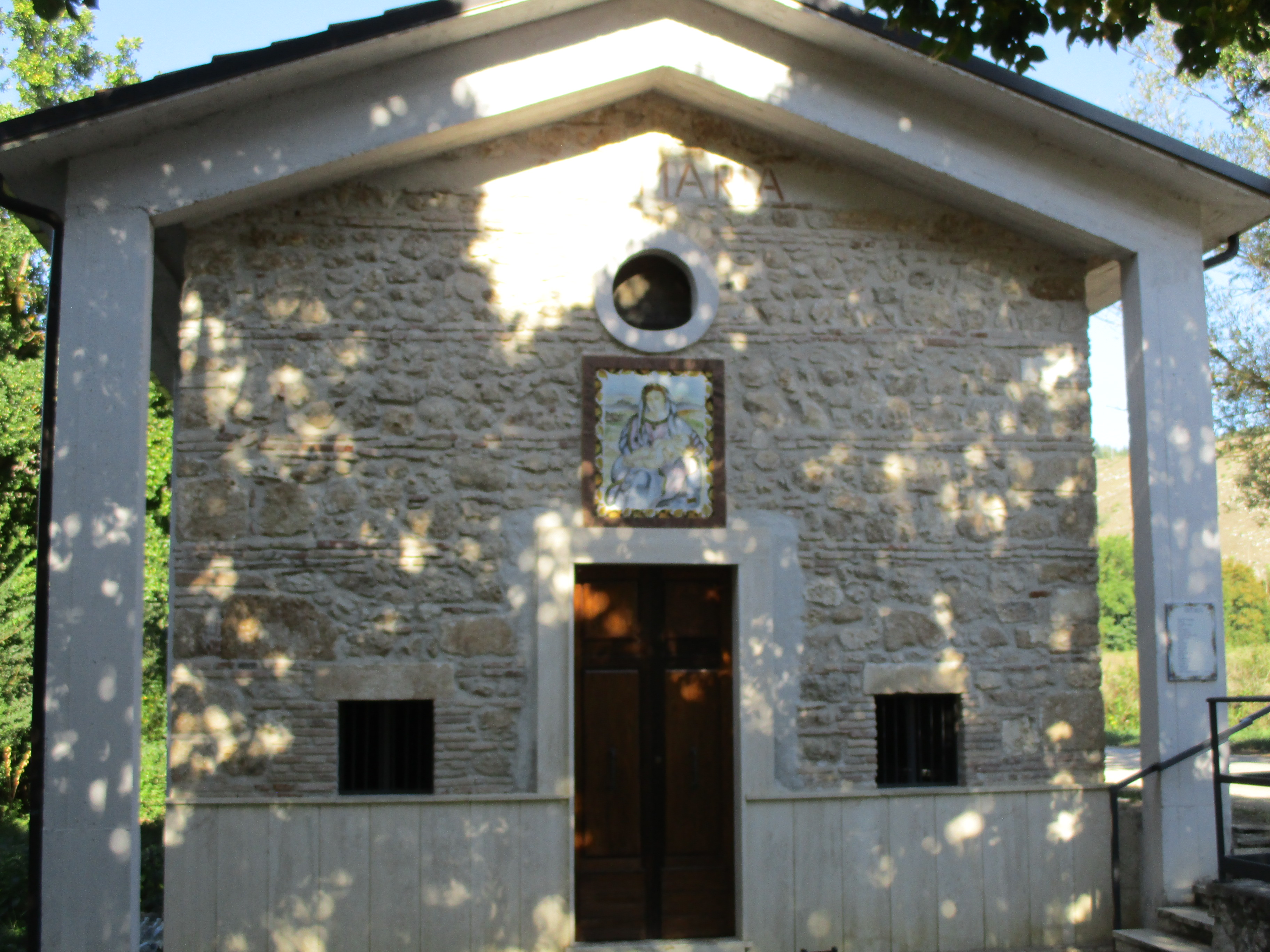
Chiesa campestre della Madonna delle Grazie

### Architetture religiose
Chiesa di Santa MariaLa chiesa primordiale fu edificata presumibilmente nel X secolo. Alcuni documenti ecclesiastici, come le pergamene, hanno fatto presupporre che la chiesa venne elevata a sede vescovile pro tempore o a residenza vescovile temporanea, in particolare prima che Papa Stefano IX decretò con bolla pontificia la chiesa di Santa Sabina in Marsia cattedrale della diocesi marsicana, prima dello spostamento ufficiale della chiesa madre in Santa Maria delle Grazie di Pescina e, infine, nel periodo dei vescovi Maccafani di Pereto, a cominciare dalla prima metà del Cinquecento. Il monastero cesense fu incluso nella prepositura cassinese di Santa Maria in Luco. Al termine del XIII secolo in virtù della concessione della chiesa e del monastero decretata con bolla pontificia al Vescovo dei Marsi fu scelta come una delle dimore della diocesi marsicana. In questa chiesa crebbe spiritualmente in fanciullezza e adolescenza il filologo Pietro Marso. Distrutta dal terremoto della Marsica del 1915 venne riedificata a cominciare dal 1934. Fu inaugurata come chiesa parrocchiale il 2 dicembre del 1946. L'edificio si caratterizza per la facciata luminosa e le tre ampie navate.
Chiesa della Madonna delle GrazieÈ detta anche "Chiesa della Madonna della Ràfia" per via della vicinanza all'omonimo torrente. Con ogni probabilità l'edificio originario era già esistente agli inizi del Seicento. Nel 1682 la chiesa fu dichiarata in stato di abbandono e quindi bisognosa di opere di restauro dal vescovo dei Marsi Francesco Berardino Corradini. Distrutta dal sisma del 1915, la chiesa campestre fu ricostruita nel 1921.
- Chiesetta di San Rocco, l'originaria cappella è risalente al 1854. Devastata dal terremoto del 1915 la chiesetta fu ricostruita in posizione leggermente delocalizzata sul versante occidentale del monte Salviano[27].
- Altare dedicato a San Barnaba, o secondo altre fonti a Santa Barbara, situato sul crinale del monte Cimarani a poca distanza dal santuario della Madonna di Pietraquaria[28] e dalle tracce del centro fortificato protostorico di San Giovanni d'Alizio e della chiesa altomedievale di Sancti Iohannis de Alitio (1030 m s.l.m. del monte San Felice)[29].
- Ex chiesa di San Vincenzo Ferreri, edificata nel 1925 è stata utilizzata come parrocchiale fino al 1946. Successivamente venne chiusa al culto[30].
- Chiesa scomparsa dedicata a Santa Lucia[30].

### Monumenti
- Monumento "Il Seminatore", inaugurato in piazza Umberto Maddalena nel 2000[31].
- Monumento dedicato ai caduti di tutte le guerre[32].
- Monumento all'Alpino[32].

### Aree naturali

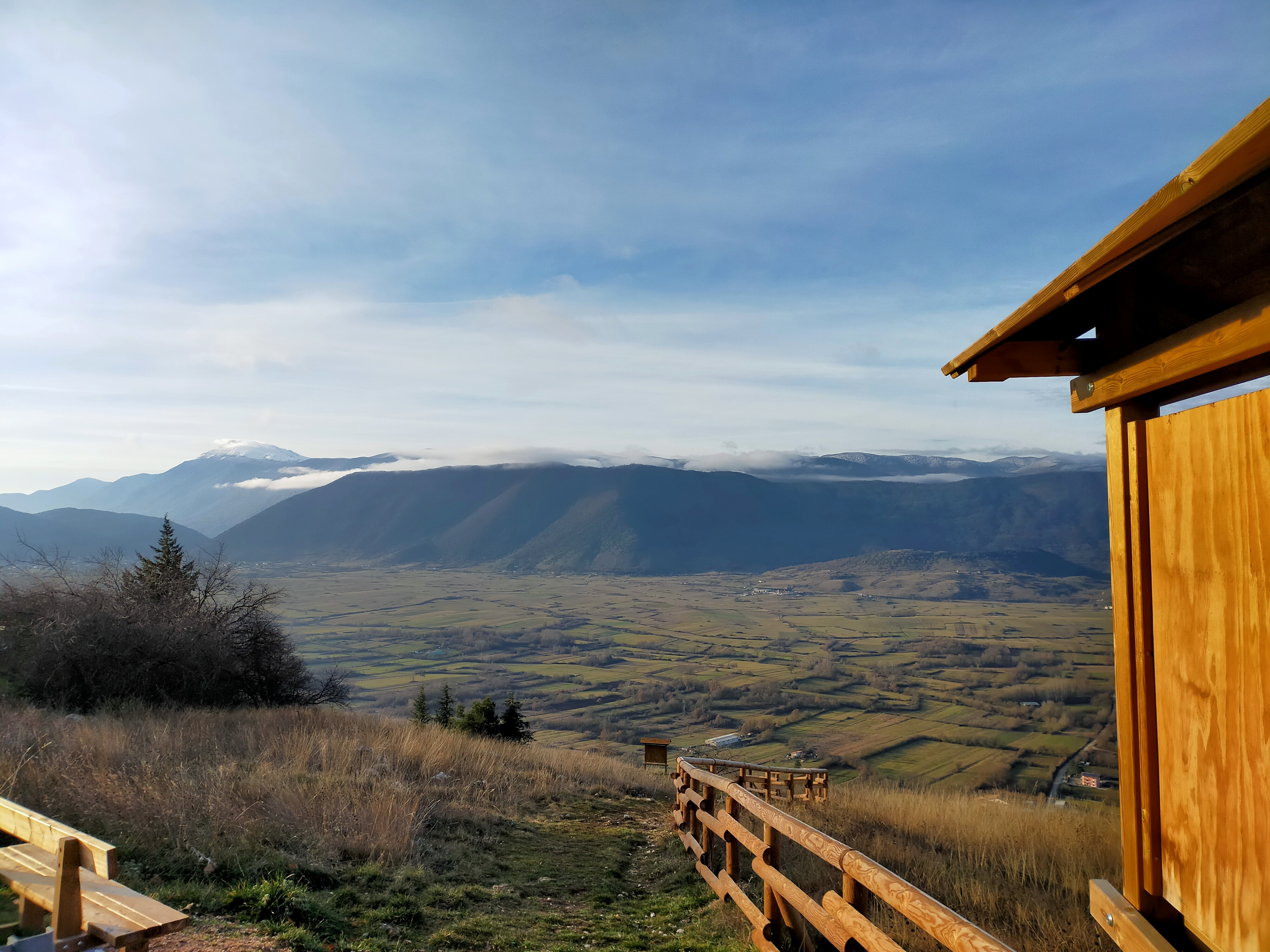
La via del latte

Le grotte palentineTra i territori di Cese e Cappelle dei Marsi, sul versante occidentale del gruppo montuoso del Salviano (Monti d'Aria, Cimarani e San Felice), si trovano le grotte palentine. Si tratta di piccole cavità naturali utilizzate dai pastori e, durante la seconda guerra mondiale, come nascondiglio dai partigiani e dai prigionieri alleati fuggiti dai campi di concentramento di Avezzano e dell'Abruzzo.
Via del latteSentiero utilizzato in passato dalle lattaie di Cese che congiunge il versante occidentale del monte Salviano al santuario della Madonna di Pietraquaria e al versante montano avezzanese.

## Società

### Lingue e dialetti
Il continuum dei dialetti italiani mediani nel territorio della Marsica attraversa l'area palentino-carseolana, l'area di Tagliacozzo e del suo circondario (Castellafiume, Scurcola Marsicana, Massa d'Albe), giungendo fino alla periferia di Avezzano includendo Cese e le frazioni di Antrosano e San Pelino.

### Tradizioni e folclore

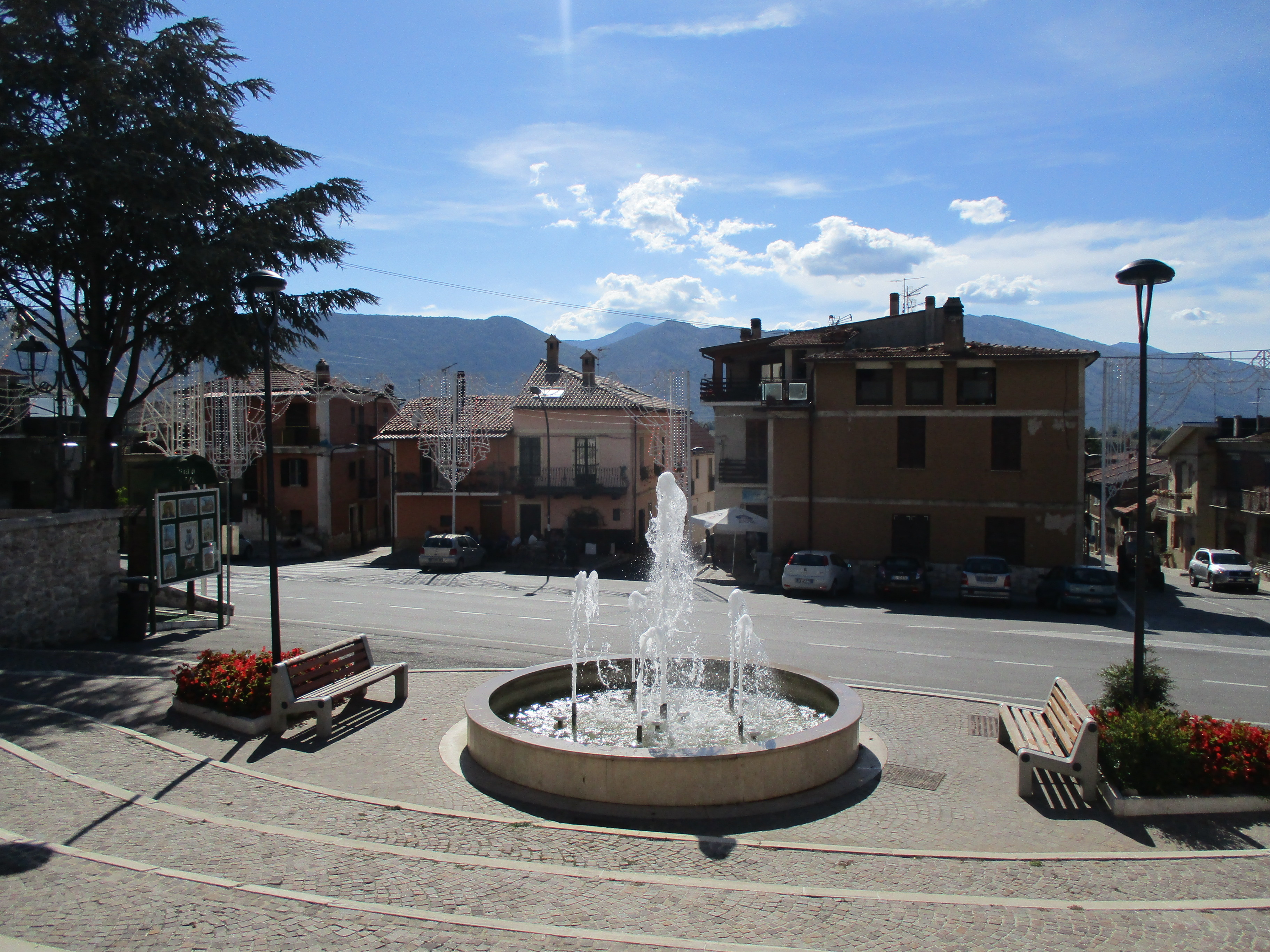
Piazza Francesco Baracca

Compatroni del paese sono la Madonna, la cui festa è celebrata a fine agosto, e san Vincenzo Ferreri, che viene festeggiato nel mese di maggio.
In occasione della festa in onore della Vergine l'icona realizzata nel Quattrocento da Andrea De Litio raffigurante la Madonna di Cese viene portata in processione per le strade del paese.

## Cultura

### Arte
(Pietro Marso)
Il filologo, oratore e canonico Pietro Marso intorno alla fine del XV secolo citò in forma poetica il suo luogo di nascita nell'opera di commento dei Punica di Silio Italico.
La Vergine, nota come Madonna di Cese, è un frammento della Madonna con Bambino, una tempera su tavola realizzata tra il 1439 e il 1442 dal pittore rinascimentale Andrea De Litio. L'opera proveniente dalla chiesa originaria di Santa Maria da cui venne recuperata dopo il sisma del 1915 è esposta, insieme alla croce astile di Cese del XIV secolo, nel museo d'arte sacra della Marsica di Celano.

### Cucina
La tradizione culinaria locale si caratterizza per i piatti tipici della cucina povera rinascimentale propria delle realtà contadine. Tra le ricette di Cese ci sono le minestre a base di legumi e farro, le sagne pelose, di forma cioè più sottile, o le sagnette servite con il sugo e le patate, gli gnocchi di patate fatti in casa, le polente servite in vari modi, agnello cacio e uova, vari prodotti della panificazione come la pizza Summa cotta in camino sotto ad un coppo nel giorno in cui si festeggia san Martino. Tra i dolci tipici di Cese figurano le ciambelle, le ferratelle e le spumette, un impasto di albume e zucchero con aggiunta delle mandorle tritate.

## Infrastrutture e trasporti

### Strade
Il paese è raggiungibile da Roma attraverso l'autostrada A24 in direzione L'Aquila-Teramo. Alla diramazione di Torano ci si immette nella A25 e si prosegue in direzione Pescara-Chieti, quindi si esce al casello di Magliano de' Marsi. Nella località di Cappelle dei Marsi si trova l'incrocio per Cese.
Da Pescara si percorre la autostrada A25 in direzione Roma uscendo al casello di Avezzano. Si prosegue per un breve tratto lungo la strada statale 690 Avezzano-Sora uscendo per lo svincolo della Via Tiburtina Valeria-Tagliacozzo fino a Cappelle dei Marsi e al bivio per Cese.

## Sport

### Calcio
La squadra di calcio del paese è stato il G.S. Cese A. S. D. che ha militato nei tornei dilettantistici abruzzesi.

### Parapendio
Il monte Cimarani, che sovrasta il nucleo di Pietraquaria, rientra nella mappa degli amanti del parapendio, il cui decollo è fissato a 1 050 m s.l.m. L'area di atterraggio si trova nei piani Palentini oltre l'abitato di Cese.